# سيث غابيل
سيث غابيل (بالإنجليزية: Seth Gabel)‏ مواليد 3 أكتوبر 1981 في هوليوود، الولايات المتحدة، هو ممثل أمريكي بدأ مسيرته الفنية سنة 1999. درس في مدرسة تيش العليا للفنون.

## الأعمال

### أفلام
- شيفرة دا فينشي (2006) (بدور: مايكل)
- جونا هيكس (2010)

### مسلسلات
- الجنس والمدينة (2002)
- نيب/تك (2004) (بدور: أدريان مور)
- سي اس آي: التحقيق في موقع الجريمة (2004)
- القانون والنظام: الوحدة الخاصة للضحايا (2005)
- سي اس آي: التحقيق في موقع الجريمة (2010) (بدور: لاري كولتون)
- فرينج (2010) (بدور: لينكولن لي)
- السهم (2013)
- العبقري (2017)

## الجوائز
| السنة | الجهة     | الفئة                            | النتيجة |
| ----- | --------- | -------------------------------- | ------- |
| 2011  | جائزة زحل | أفضل ضيف شرف على شاشة التلفاز    | رُشِّح     |
| 2016  | فانغوريا  | أفضل ممثل مساعد على شاشة التلفاز | رُشِّح     |
| 2017  | فانغوريا  | أفضل ممثل مساعد على شاشة التلفاز | رُشِّح     |

## روابط خارجية
- سيث غابيل على موقع IMDb (الإنجليزية)
- سيث غابيل على موقع ألو سيني (الفرنسية)
- سيث غابيل على موقع أول موفي (الإنجليزية)
- سيث غابيل على موقع قاعدة بيانات الأفلام السويدية (السويدية)
- سيث غابيل على موقع إن إن دي بي (الإنجليزية)
- سيث غابيل على موقع قاعدة بيانات الفيلم (الإنجليزية)
- سيث غابيل على موقع كينوبويسك (الروسية)